# 貝利奧銼甲鯰
貝利奧銼甲鯰，為輻鰭魚綱鯰形目甲鯰科的其中一種，為熱帶淡水魚，分布於南美洲巴西、烏拉圭Jacuí河至Laguna dos Patos淡水流域，體長可達23.9公分，棲息在沙石底質、水質清澈的底層水域，生活習性不明。

## 扩展阅读
維基物種上的相關：貝利奧銼甲鯰